# Norman Gibat
Norman Edlo Gibat (Fostoria, 30 oktober 1929 - aldaar, 14 december 2012) was een Amerikaans technicus, schrijver en puzzelmaker. 

## Biografie
Norman Gibat was de zoon van Effie Pearl (Notestine) Gibat en Gustaf Gibat. Tegen het advies van ouders en leraren in stopte Norman in zijn eerste jaar op de Fostoria High School met school, maar dat weerhield hem er niet van om later zijn opleiding voort te zetten. Later voltooide hij zijn middelbare schoolvakken en behaalde hij zijn diploma. Gibat studeerde wiskunde en elektrotechniek aan de Oklahoma City University en volgde het Graduate College van de Universiteit van Oklahoma in Norman. Hij diende in het Amerikaanse Korps Mariniers tijdens het Koreaanse tijdperk. Hij gaf radar- en antennecursussen bij de Federal Aviation Administration op Will Rogers World Airport nadat hij avondlessen had gevolgd op de Tinker Air Force Base.
Zijn eerste stap was het opzetten van de drukkerij Popular Topics Press. Van daaruit breidde hij uit naar de aankoop, reparatie en verkoop van gebruikte printapparatuur. De volgende stap was het betreden van de nieuwe en snel evoluerende computerwereld, het verkopen van computers en het opzetten van computersystemen voor bedrijven en industrieën.
In 1973 startte hij het bedrijf 'Noguska Industries' dat diensten verleende op het gebied van informatietechnologie  in Fostoria in Ohio.  Al zijn bedrijven waren familiebedrijven. 

## Eerste Woordzoeker
Van 1968 tot 1971 was hij eigenaar van een drukkerij in Norman dat het reclamekrantje Selenby Digest uitgaf.  De naam van de flyer stond eigenlijk voor 'kopen en verkopen' (buy and sell) en was gratis verkrijgbaar bij Safeway, TG&Y en andere winkels. Gibats eerste woordzoeker verscheen op 1 maart 1968. Volgens de aangegevens puzzelregels van Gibat mochten de verborgen woorden omhoog of omlaag lopen, diagonaal en naar voren of naar achteren gelezen worden. De spelers konden de woorden in de puzzel omcirkelen. Hij noemde zijn type puzzel 'Oklahoma anagram'. De woordenlijst bestond uit namen van steden en dorpen in de voormalige staat Oklahoma. Het letterveld had een afmeting van 22 x 14 cm. (8,5 x 5,5 inch)  In de tweede puzzel gebruikte hij de straten van Norman. Zijn doel was om het mensen wat prettiger te maken tijdens het wachten in de rijen van de supermarkt.
Kort na de publicatie vroegen enkele leraren hem om exemplaren voor hun leerlingen, zodat zij de puzzels als lesmateriaal konden gebruiken. Een van de leraren stuurde kopieën van de puzzels naar vrienden, familieleden en leraren in andere steden. Het 'Oklahoma-diagram' kreeg later verschillende namen, zoals Circle Circle, Seek and Circle, Search a Word, Word Find en Word Seek.
De woordpuzzel bleek veel populairder dan de inhoud van het blaadje. Gibat probeerde tevergeefs de publicatie winstgevend te maken. Hij stopte in 1970 met de Selenby Digest en met het uitgeven van woordpuzzels. Het kostte hem te veel moeite om elke keer weer nieuwe puzzels te bedenken. Of de puzzel van Gibat de allereerste woordzoeker was, is niet helemaal zeker. Het puzzeltype is niet gepatenteerd en dat is ook de reden waarom woordzoekers zich zo snel over de wereld verspreidden.  Omdat de rechten op de naam van de woordzoeker nooit zijn vastgelegd, bestaat er ook geen vaste naam voor dit type puzzel.
In 1973 keerde hij terug naar Fostoria in Ohio, waar hij en zijn vrouw een computerbedrijf hadden. Hij stierf in 2012. 

## Schrijver
Naast een aantal kleinere publicaties verschenen:
- Making Wine, Beer & Merry (1973)
- The Lore of Still Building: or getting to know your local sherrif. A primer on the production of alcohol for food and fuel; mei Kathleen Howard (1973) [8]
- Broken Ties ISBN  978-1884111099